# Gustav von Escherich
Gustav von Escherich   (Màntua, 1 de juny de 1849 - Viena, 28 de gener de 1935) va ser un matemàtic austríac.

## Vida i obra
Escherich va estudiar a les universitats de Graz i de Viena i es va doctorar en aquesta última el 1873. El 1874 va ser nomenat professor ajudant a la universitat de Graz i el 1879, a instàncies de Leopold Gegenbauer, de la universitat de Czernowitz. A partir de 1884 i fins a la seva jubilació el 1920, va ser professor de la universitat de Viena, en la qual també va ser degà (1893/94) i rector (1903/04).
Escherich va ser fundador, amb Emil Weyr, de la revista Monatshefte für Mathematik. També va ser un dels fundadors, amb Ludwig Boltzmann i Emil Müller de la Societat Matemàtica Austríaca.